# Шабан
Шабан (фр. Chabanne) насеље је и општина у централној Француској у региону Оверња, у департману Алије која припада префектури Виши.
По подацима из 2011. године у општини је живело 192 становника, а густина насељености је износила 9,6 становника/km². Општина се простире на површини од 20 km². Налази се на средњој надморској висини од 680 метара (максималној 1.040 m, а минималној 514 m).

## Демографија
| 1962. | 1968. | 1975. | 1982. | 1990. | 1999. | 2011. |
| ----- | ----- | ----- | ----- | ----- | ----- | ----- |
| 473   | 380   | 321   | 263   | 215   | 192   | 192   |

График промене броја становника у току последњих година